# Spruce Grove
Spruce Grove es una ciudad de las afueras de Edmonton en Alberta, en Canadá. Con una población de 37,645 habitantes en 2021, Spruce Grove es la novena ciudad más grande de Alberta.·.
Como se encuentra 11 km al oeste de Edmonton, varios residentes viajan para trabajar en la ciudad.
El alcalde actual es Stuart Houston.